# ساتوبيتيا فاراني تافوي
ساتوبيتيا فاراني تافوي (بالإنجليزية: Satupaitea Farani Tavui)‏ (مواليد 6 نوفمبر 1985) هو ملاكم من ساموا، مثّل بلاده في الألعاب الأولمبية الصيفية 2008.

## روابط خارجية
ساتوبيتيا فاراني تافوي على موقع أوليمبيديا (الإنجليزية)